# Kovarianzfunktion
Die Kovarianzfunktion ist in der Theorie der stochastischen Prozesse, einem Teilgebiet der Wahrscheinlichkeitstheorie, eine spezielle reellwertige Funktion, die einem stochastischen Prozess zugeordnet wird. Ihre Bedeutung erlangt die Kovarianzfunktion dadurch, dass sich eine bestimmte Klasse von stochastischen Prozessen eindeutig durch ihre Kovarianzfunktion charakterisieren lässt. Kovarianzfunktionen finden sich häufig im Umfeld des Wiener-Prozesses und verwandter Konstruktionen. Die Kovarianzfunktion eines stochastischen Prozesses wird auch als Autokovarianzfunktion bezeichnet.

## Definition
Gegeben sei ein reellwertiger stochastischer Prozess {\displaystyle (X_{t})_{t\in T}} mit Indexmenge {\displaystyle T} und endlichen Varianzen, d. h. {\displaystyle \mathrm {Var} [X_{t}]<\infty } für alle {\displaystyle t\in T}. Dann heißt die Funktion
{\displaystyle \gamma \colon T\times T\to \mathbb {R} }
definiert durch
{\displaystyle \gamma (s,t):=\operatorname {Cov} [X_{s},X_{t}]=\mathbb {E} \left[(X_{s}-\mathbb {E} [X_{s}])\cdot (X_{t}-\mathbb {E} [X_{t}])\right]}
die Kovarianzfunktion oder Autokovarianzfunktion des stochastischen Prozesses. Dabei bezeichnet {\displaystyle \operatorname {Cov} [X,Y]} die Kovarianz zweier Zufallsvariablen {\displaystyle X} und {\displaystyle Y} und {\displaystyle \mathbb {E} [X]} bezeichnet den Erwartungswert einer Zufallsvariablen {\displaystyle X}.

## Beispiel
Gegeben sei ein Wiener-Prozess {\displaystyle (X_{t})_{t\geq 0}}. Ist o.B.d.A. {\displaystyle 0\leq s<t}, so ist
{\displaystyle \operatorname {Cov} [X_{s},X_{t}]=\operatorname {Cov} [X_{s},X_{t}-X_{s}+X_{s}]=\operatorname {Cov} [X_{s},X_{t}-X_{s}]+\operatorname {Cov} [X_{s},X_{s}]}
Da der Wiener Prozess aber ein Prozess mit unabhängigen Zuwächsen ist, gilt {\displaystyle \operatorname {Cov} [X_{s},X_{t}-X_{s}]=0} und somit
{\displaystyle \operatorname {Cov} [X_{s},X_{t}]=\operatorname {Cov} [X_{s},X_{s}]=\operatorname {Var} [X_{s}]=s}
da der Prozess normalverteilte Zuwächse hat. Somit gilt für den Wiener-Prozess
{\displaystyle \gamma (s,t)=\min(s,t)}.

## Eigenschaften
- Die Kovarianzfunktion eines stochastischen Prozesses ist symmetrisch in den beiden Argumenten, es gilt also

{\displaystyle \gamma (s,t)=\gamma (t,s)\quad {\text{für alle }}s,t\in T\;.}
Dies ergibt sich unmittelbar aus {\displaystyle \mathrm {Cov} [X,Y]=\mathrm {Cov} [Y,X]} für je zwei Zufallsvariablen {\displaystyle X} und {\displaystyle Y}.
- Es gilt

{\displaystyle \gamma (t,t)\geq 0\quad {\text{für alle }}t\in T\;}
Die Nichtnegativität ergibt sich unmittelbar aus {\displaystyle \gamma (t,t)=\mathrm {Var} [X_{t}]\geq 0}.
- Jeder Gauß-Prozess {\displaystyle (X_{t})_{t\in T}}, der zentriert ist in dem Sinne, dass {\displaystyle \mathbb {E} [X_{t}]=0} für alle {\displaystyle t\in T} gilt, wird durch seine Kovarianzfunktion eindeutig bestimmt. Denn sind {\displaystyle t_{1},\dots ,t_{m}\in T} gegeben, so lässt sich die Verteilung des Prozesses zu diesen Zeitpunkten wie folgt bestimmen: Da der Prozess zu diesen Zeitpunkten mehrdimensional normalverteilt ist und eine mehrdimensionale Normalverteilung eindeutig durch ihren Erwartungswertvektor und die Kovarianzmatrix bestimmt ist, genügt es aufgrund der Zentriertheit die Kovarianzmatrix zu bestimmen. Diese ist aber durch die Kovarianzfunktion gegeben: Der Eintrag in der i-ten Zeile und der j-ten Spalte ist genau {\displaystyle \gamma (t_{i},t_{j})}.

Dieses Vorgehen ist für beliebige {\displaystyle t_{1},\dots ,t_{m}\in T} und alle {\displaystyle m\in \mathbb {N} } durchführbar. Die so gewonnenen Verteilungen bilden dann eine projektive Familie und bestimmen somit nach dem Erweiterungssatz von Kolmogorov die Verteilung des Prozesses eindeutig.

## Positive Semidefinitheit
Jede Kovarianzfunktion eines stochastischen Prozesse ist positiv semidefinit, es gilt also
{\displaystyle \sum _{i=1}^{m}\sum _{j=1}^{m}a_{i}a_{j}\gamma (t_{i},t_{j})\geq 0}
für beliebige {\displaystyle m\in \mathbb {N} }, {\displaystyle a_{1},\dots ,a_{m}\in \mathbb {R} } und {\displaystyle t_{1},\dots ,t_{m}\in T}.
Die Nichtnegativität ergibt sich aus (vergleiche Gleichung von Bienaymé)
{\displaystyle \sum _{i=1}^{m}\sum _{j=1}^{m}a_{i}a_{j}\gamma (t_{i},t_{j})=\sum _{i=1}^{m}\sum _{j=1}^{m}a_{i}a_{j}\mathrm {Cov} [X_{t_{i}},X_{t_{j}}]=\mathrm {Var} [a_{1}X_{t_{1}}+\dots +a_{m}X_{t_{m}}]\geq 0.}
Dies bedeutet auch, dass die quadratische Kovarianzmatrix des {\displaystyle m}-dimensionalen Zufallsvektors {\displaystyle (X_{t_{1}},\dots ,X_{t_{m}})}, die aus den Elementen {\displaystyle \mathrm {Cov} [X_{t_{i}},X_{t_{j}}]} für {\displaystyle i,j=1,\dots ,m} besteht, eine positiv semidefinite Matrix ist.
Diese Eigenschaft zeigt auch, dass nicht jede Funktion {\displaystyle \gamma :T\times T\to \mathbb {R} } als Kovarianzfunktion eines stochastischen Prozesses angesehen werden kann.

## Korrelationsfunktion
Ist {\displaystyle \gamma (t,t)>0} für alle {\displaystyle t\in T}, so heißt
{\displaystyle \varrho (s,t):={\frac {\gamma (s,t)}{\sqrt {\gamma (s,s)\gamma (t,t)}}},\quad s,t\in T}
die Korrelationsfunktion oder Autokorrelationsfunktion des stochastischen Prozesses.

## Verallgemeinerungen
Es gibt ein analoges Konzept für komplexwertige stochastische Prozesse {\displaystyle (X_{t})_{t\in T}} mit Realisierungen {\displaystyle (x_{t})_{t\in T}}, wobei {\displaystyle x_{t}\in \mathbb {C} } für {\displaystyle t\in T} gilt und {\displaystyle \mathbb {C} } die Menge der komplexen Zahlen bezeichnet. Wenn der Prozess endliche Varianzen besitzt,
dann heißt die Funktion {\displaystyle \gamma \colon T\times T\to \mathbb {C} },
{\displaystyle \gamma (s,t):=\mathrm {E} [(X_{s}-\mathrm {E} [X_{s}])(X_{t}-\mathrm {E} [X_{t}])^{*}],\quad s,t\in T}
die Kovarianzfunktion des Prozesses {\displaystyle (X_{t})_{t\in T}}. Dabei ist für eine komplexwertige Zufallsvariable {\displaystyle X=A+\mathrm {i} B} der Erwartungswert als {\displaystyle \mathrm {E} [X]=\mathrm {E} [A]+\mathrm {i} \mathrm {E} [B]} definiert und die komplexwertige Zufallsvariable {\displaystyle X^{*}=A-\mathrm {i} B} bezeichnet die konjugiert komplexe Variable zu {\displaystyle X}.
Wenn alle Varianzen positiv sind, ist {\displaystyle \varrho \colon T\times T\to \mathbb {C} },
{\displaystyle \varrho (s,t):={\frac {\gamma (s,t)}{\sqrt {\gamma (s,s)\gamma (t,t)}}},\quad s,t\in T}
die Korrelationsfunktion (oder Autokorrelationsfunktion) des komplexwertigen stochastischen Prozesses.